# Carabus prunierianus
Carabus (Neoplectes) prunierianus — вид жужелиц рода Carabus, подрода Neoplectes, эндемичный для восточной Грузии.

## Систематика
C. prunierianus по внешнему виду неплохо отличается от других представителей подрода ''Neoplectes'', по строению эндофаллуса наиболее похож на C. titarenkoi, но их ареалы довольно далеко друг от друга и между ними обитают другие родственные виды, от которых сильно отличен по строению гениталий самцов. Ниже приводится сравнительная таблица между близкими видами.

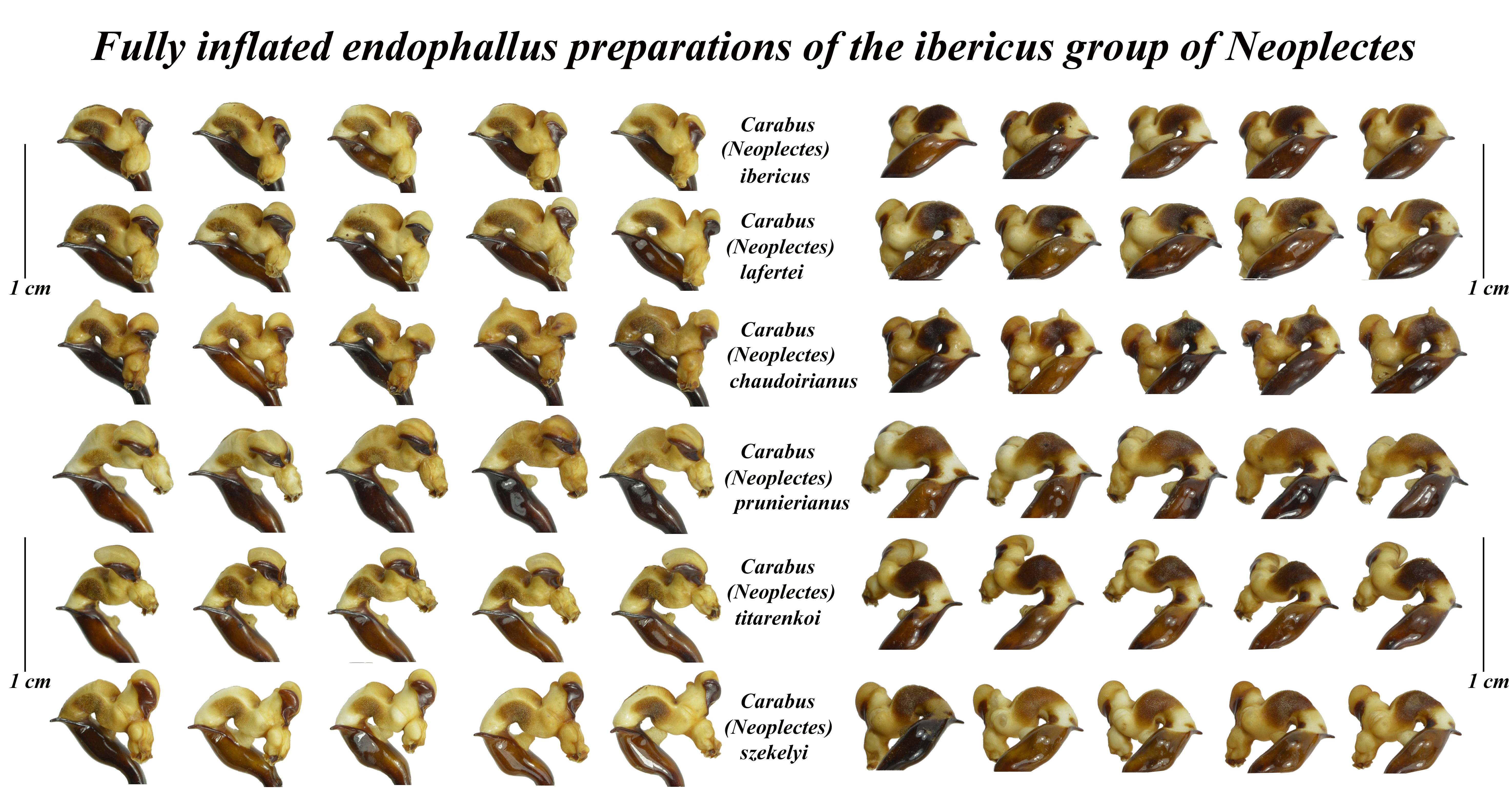
Сравнительная таблица строения эндофаллуса группы "Neoplectes ibericus"

## Внешний вид

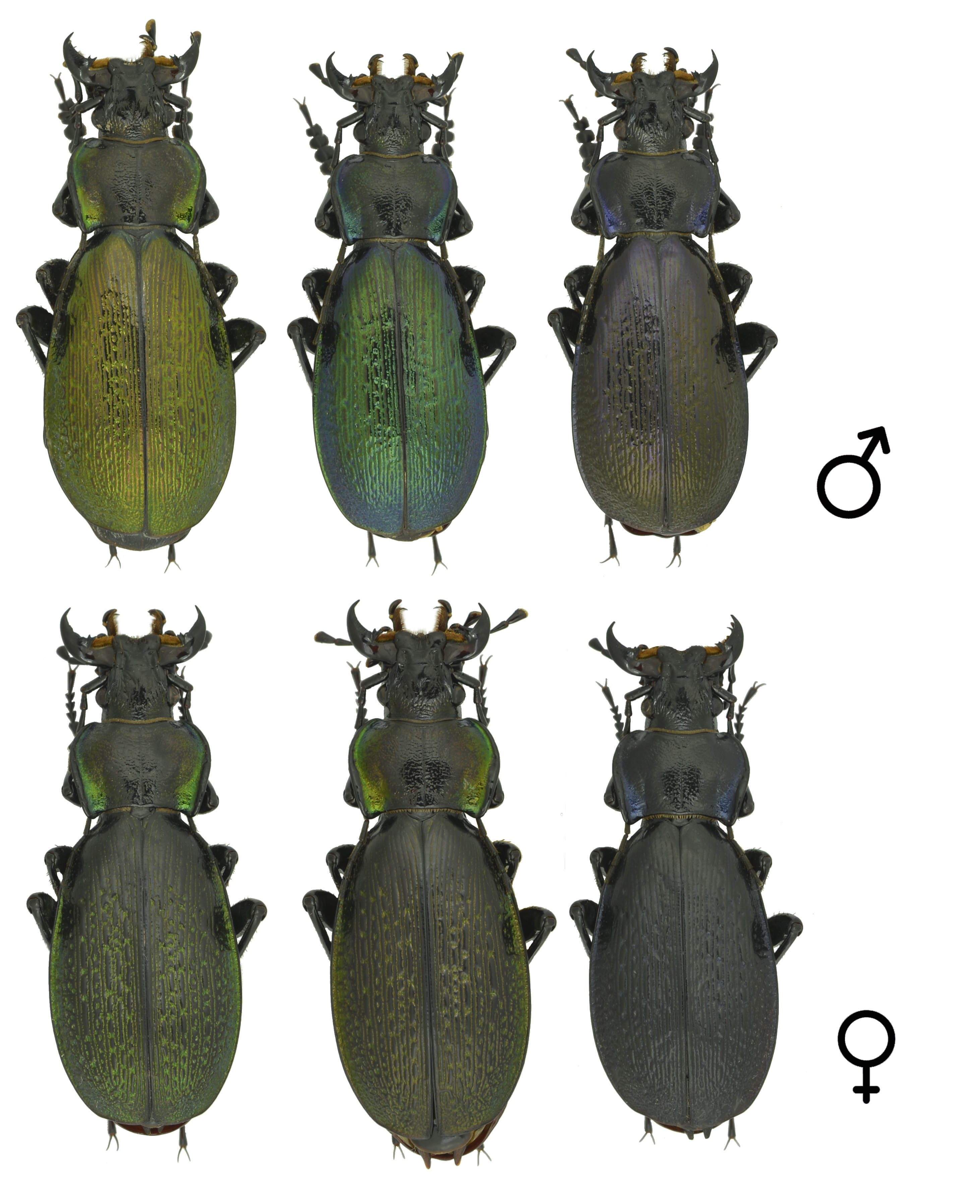
Neoplectes prunierianus

## Ареал
Вид распространен в восточной части республики Грузия, на Циви-Гомборском хребте и по долинам рек Арагви, Иори и Алазани.
- Типовое место "Georgia, Gombori mounts, Oudjarma, 1200m" [2]

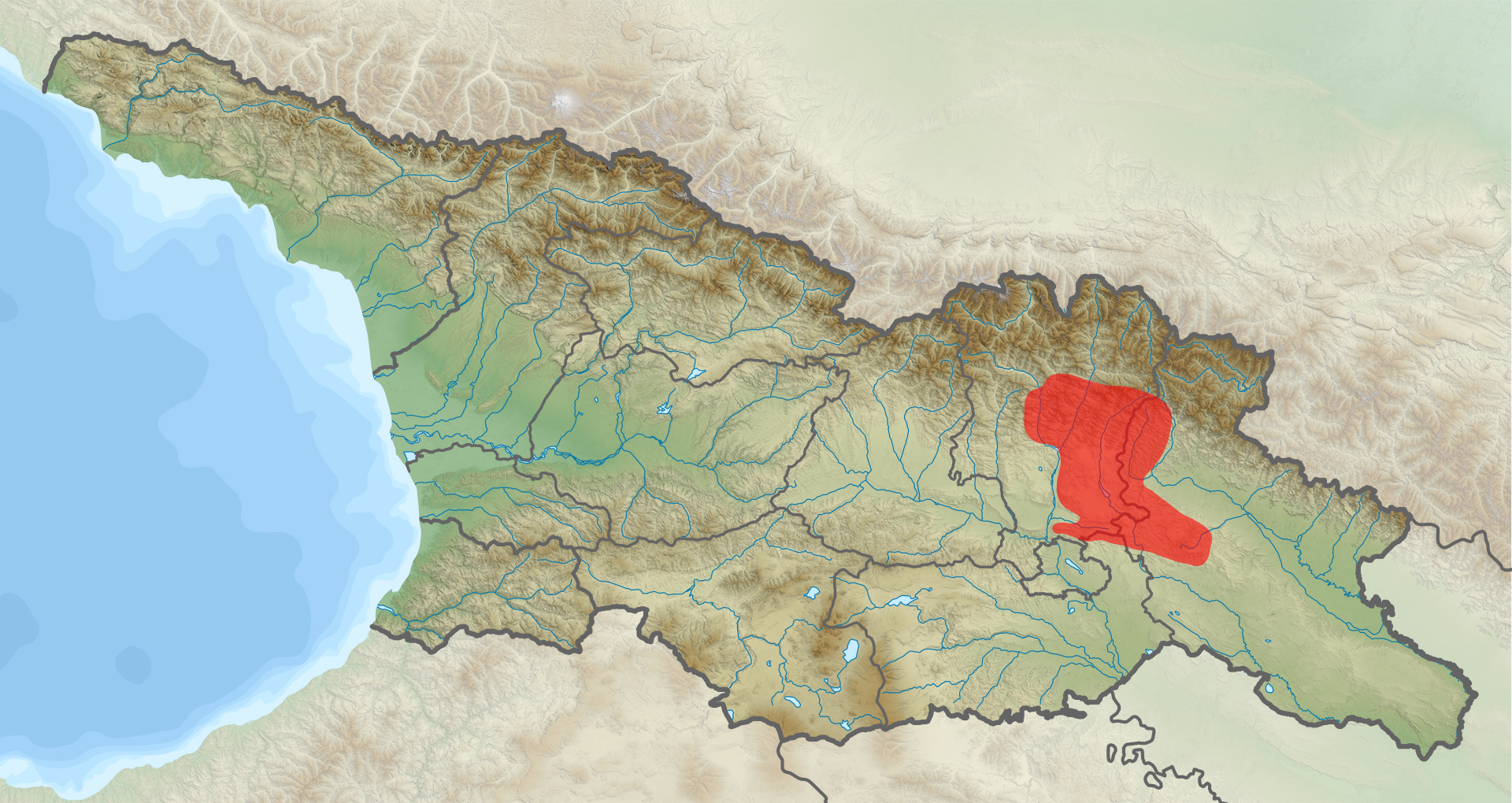
Карта распространения Carabus (Neoplectes) prunierianus

## Особенности экологии
Вид обитает в лесной зоне и зоне альпийских лугов от высоты 700 метров над уровнем моря, поднимаясь до высоты 2300 метров над уровнем моря. Имаго активны с момента таяния снега.